# 平靖郡
平靖郡，中国南北朝时设置的郡。
南梁大同二年（536年）设置平靖郡，属应州。治所在平靖县（今湖北省广水市西北五十里），后来改属北司州。辖境约当今湖北省广水市一带。大宝元年（550年）被西魏占领。北周沿置。隋文帝开皇三年（583年）废平靖郡，平靖县属应州。